# NVidia G-Sync
G-Sync — это собственная адаптивная технология синхронизации, разработанная компанией NVIDIA, направленная прежде всего на устранение разрывов экрана и нужды в программных сдерживающих факторах, таких как V-Sync. G-Sync устраняет разрывы экрана, заставляя видеодисплей адаптироваться к частоте кадров устройства вывода (графическая карта/встроенная графика). Чтобы устройство использовало технологию G-Sync, оно должно содержать собственный модуль G-Sync, продаваемый Nvidia. Компания AMD выпустила аналогичную технологию для дисплеев под названием FreeSync, которая имеет ту же функцию, что и G-Sync, но распространяется бесплатно.

## Принцип действия

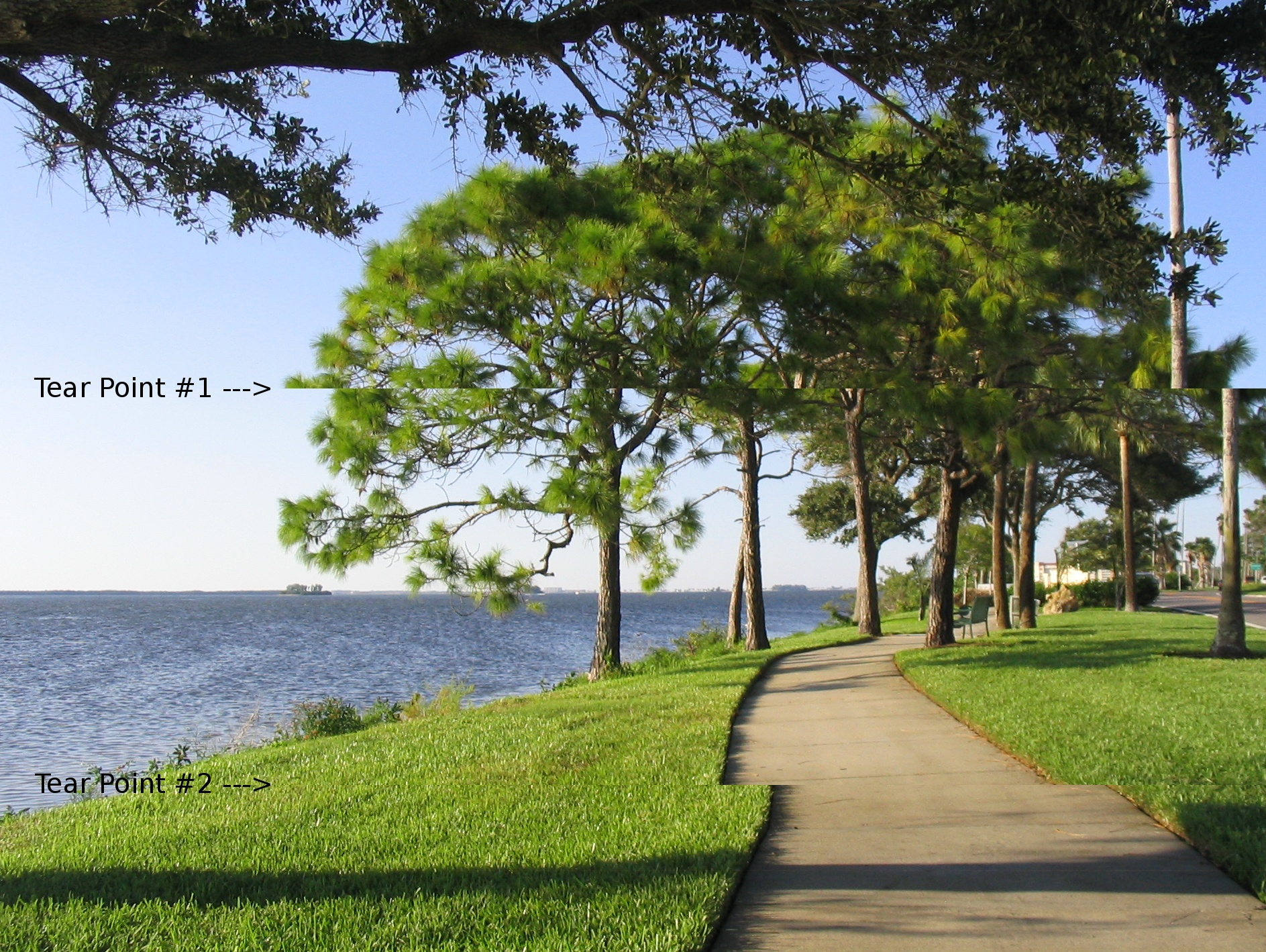
Кадр с двумя разрывами (имитация)

Цифровые видеоинтерфейсы наподобие DVI похожи на развёртку кинескопа — они передают огромные объёмы данных (гигабиты в секунду) в том темпе, который может потребить монитор. Если во время этой передачи сменится содержимое видеопамяти или переключится видеобуфер, на экране будет половина одного кадра и половина другого — так называемый разрыв. Любой современный игровой движок всегда загружен на 100 % и выдаёт картинку за случайное время — быстрее на простых кадрах и медленнее на сложных. Чтобы не было разрывов, можно привязать смену кадров к развёртке монитора (так называемая вертикальная синхронизация), но когда на 60-герцовом мониторе игра выдаёт 50 FPS, ожидание следующего кадра развёртки снизит частоту до 30FPS.
На ЖК-мониторах хотелось бы приостанавливать виртуальную «развёртку», если движок запаздывает, для этого и придумали технологию G-Sync. Но есть препятствия:
1. Интерфейсы управления монитором во многом унаследованы от кинескопов, и чтобы приостанавливать «развёртку», нужно эти интерфейсы расширять.
2. Если долго не обновлять состояние ЖК-ячейки, она вернётся в исходное состояние (обычно белое или серое), потому иногда приходится делать вынужденное обновление. Если в этот момент придёт новый кадр, случится столкновение или коллизия кадров[5], и простейшее (замеченное на раннем FreeSync-мониторе) решение — переждать обновление и вывести кадр с запозданием, что означает замедление и без того медленной игры[5]. При минимальной частоте обновления 40 Гц и рабочей 144 игра, попавшая в этот режим, начинает выдавать эквивалент 31 fps = 1/(1⁄40 + 1⁄144).
3. Практически все современные мониторы для компенсации инерционности производят так называемый овердрайв — подают на ЖК-ячейку более сильный импульс, чем надо, чтобы она быстрее переключилась. С переменной кадровой частотой требуется предсказывать силу этого импульса.

nVidia решила эти препятствия так: 1) Новый интерфейс совершенно проприетарный, и работает только между видеоплатой nVidia и монитором с модулем nVidia. 2) G-Sync делает предсказание, когда придёт следующий кадр, и если он будет не скоро — вызывает обновление заранее. 3) Модуль G-Sync можно на заводе перепрограммировать в широких пределах, чтобы приспособить коэффициенты овердрайва к конкретной ЖК-панели.
На кадровых частотах, превышающих штатную частоту обновления монитора, G-Sync бесполезен.

## Аппаратное оборудование
ЖК-монитор состоит из таких основных компонентов:
- основная микросхема, иногда именуемая скейлером[8], хотя она занимается декодированием протокола, обработкой изображения и подготовкой команд для ЖК-панели, а не только приведением изображения в штатный размер (апскейлингом);
- 32-битный микроконтроллер с ПЗУ, отвечающий за дополнительную функциональность и «вклинивающий» в видеопоток экранное меню. Именно поэтому у большинства мониторов меню некрасивое — им занимается обычный микроконтроллер;
- блок подсветки, блок питания…

NVidia выпустила съёмную плату, устанавливаемую вместо основной микросхемы. Модуль основан на FPGA семейства Altera Arria V GX, произведённом в процессе TSMC 28LP, в сочетании с тремя чипами DRAM DDR3L для достижения определённой пропускной способности для совокупной ёмкости 768 МБ. Используемая FPGA также имеет интерфейс LVDS для управления панелью монитора.

## Графический процессор и системные требования
Графический процессор: для функций G-Sync требуется графический процессор: 
- Nvidia GeForce GTX 650 Ti Boost или выше.(для G-Sync,G-Sync Ultimate).
- Серия GeForce 10 (Pascal) и выше.(для G-Sync Compatible)

Драйвер: 
- R340.52 или выше.
- R417.71 или выше.(для G-Sync Compatible)

Операционная система: 
- Windows 7, 8, 8.1,10 и 11.
- Linux, FreeBSD, Solaris.[9]

Системные требования: 
- необходима поддержка DisplayPort 1.2 непосредственно с графического процессора.[10](Displayport 1.2a для G-Sync Compatible)

Монитор:
- Монитор G-Sync подключается напрямую через DisplayPort v1.2 или выше (1.2a для G-Sync Compatible)

## Список графических процессоров с поддержкой G-Sync
| Архитектура              | Архитектура             | Архитектура         | Архитектура                | Архитектура                      | Архитектура | Архитектура                      | Архитектура                     |
| Kepler                   | Kepler (обновленный)    | Maxwell             | Pascal                     | Turing                           | Volta       | Ampere                           | Ada Lovelace                    |
| ------------------------ | ----------------------- | ------------------- | -------------------------- | -------------------------------- | ----------- | -------------------------------- | ------------------------------- |
| GeForce GTX 650 Ti Boost | GeForce GTX 760         | GeForce GTX 745     | GeForce GT 1010 (возможно) | GeForce GTX 1630                 | Titan V     | GeForce RTX 2050 (ноутбучная)    | GeForce RTX 3050 A (ноутбучная) |
| GeForce GTX 660          | GeForce GTX 770         | GeForce GTX 750     | GeForce GT 1030            | GeForce GTX 1650                 |             | GeForce RTX 3050                 | GeForce RTX 4050 (ноутбучная)   |
| GeForce GTX 660 Ti       | GeForce GTX 780         | GeForce GTX 750 Ti  | GeForce GTX 1050           | GeForce GTX 1650 SUPER           |             | GeForce RTX 3050 Ti (ноутбучная) | GeForce RTX 4060                |
| GeForce GTX 670          | GeForce GTX 780 Ti      | GeForce GTX 950     | GeForce GTX 1050 Ti        | GeForce GTX 1650 Ti (ноутбучная) |             | GeForce RTX 3060                 | GeForce RTX 4060 Ti             |
| GeForce GTX 680          | GeForce GTX Titan       | GeForce GTX 960     | GeForce GTX 1060           | GeForce GTX 1660                 |             | GeForce RTX 3060 Ti              | GeForce RTX 4070                |
| GeForce GTX 690          | GeForce GTX Titan Black | GeForce GTX 965M    | GeForce GTX 1070           | GeForce GTX 1660 SUPER           |             | GeForce RTX 3070                 | GeForce RTX 4070 SUPER          |
|                          | GeForce GTX Titan Z     | GeForce GTX 970     | GeForce GTX 1070 Ti        | GeForce RTX 1660 Ti              |             | GeForce RTX 3070 Ti              | GeForce RTX 4070 Ti             |
|                          |                         | GeForce GTX 970M    | GeForce GTX 1080           | GeForce RTX 2060                 |             | GeForce RTX 3080                 | GeForce RTX 4070 Ti Super       |
|                          |                         | GeForce GTX 980     | GeForce GTX 1080 Ti        | GeForce RTX 2060 SUPER           |             | GeForce RTX 3080 Ti              | GeForce RTX 4080                |
|                          |                         | GeForce GTX 980M    | Titan X (Pascal)           | GeForce RTX 2070                 |             | GeForce RTX 3090                 | GeForce RTX 4080 SUPER          |
|                          |                         | GeForce GTX 980 Ti  | Titan Xp                   | GeForce RTX 2070 SUPER           |             | GeForce RTX 3090 Ti              | GeForce RTX 4090 D              |
|                          |                         | GeForce GTX Titan X |                            | GeForce RTX 2080                 |             |                                  | GeForce RTX 4090                |
|                          |                         |                     |                            | GeForce RTX 2080 SUPER           |             |                                  |                                 |
|                          |                         |                     |                            | GeForce RTX 2080 Ti              |             |                                  |                                 |
|                          |                         |                     |                            | Titan RTX                        |             |                                  |                                 |

## Дополнительные уровни G-Sync для мониторов
Настоящий G-Sync работает только на видеоплатах nVidia и мониторах, содержащих модуль nVidia, стоит дорого, но взамен nVidia требует определённую планку качества изображения — например, хорошо замеренное поведение ЖК-ячеек, чтобы минимизировать ошибки овердрайва. В противовес, AMD FreeSync бесплатен, а проверки у AMD опциональны.
Интерфейс DisplayPort версии 1.2a изначально содержит технологию адаптивной кадровой частоты, близкую к FreeSync. С распространением DisplayPort компании nVidia пришлось добавить в свои платы технологию конкурентов — а значит, и два новых уровня G-Sync.
G-Sync UltimateЭтот знак означает, что монитор не просто поддерживает адаптивную кадровую частоту G-Sync, но и выдаёт сверхкачественное изображение. Так, модели с данной маркировкой обязательно поддерживают HDR (причем самую продвинутую разновидность — HDR1000), а также имеют обширный цветовой охват, нередко измеряемый по DCI P3.
G-Sync CompatibleМонитор поддерживает FreeSync и корректно работает с видеоплатами nVidia. С точки зрения пользователя разница между «G-Sync» и «G-Sync Compatible» заключается в основном в том, что вторые стоят заметно дешевле, однако они не проходили серии дополнительных тестов на качество изображения, и общее качество картинки может быть несколько ниже, чем у полноценных G-Sync моделей. Кроме того, корректная работа экранов из этой категории с G-Sync гарантируется лишь на видеокартах на основе GPU GeForce GTX 10-й серии и GeForce RTX 20-й серии — именно на таких адаптерах проводилось базовое тестирование. Кроме того, есть пользовательская таблица совместимости мониторов, даже не отмеченных как «G-Sync compatible».
G-Sync Compatible TVАналогично для телевизоров. Подключение компьютеров — не главная задача для телевизора и потому там не бывает дорогого G-Sync, но некоторые производители всё-таки налаживают FreeSync.

## G-Sync для ноутбука
NVIDIA объявила, что G-Sync будет доступна для производителей ноутбуков, и в этом случае для него не потребуется специальный модуль, поскольку графический процессор напрямую подключается к дисплею. Роль управляющей микросхемы, занимающейся масштабированием и овердрайвом, берёт на себя видеоплата. По словам NVIDIA, тонкая настройка по-прежнему будет возможна, учитывая, что все ноутбуки той же модели будут иметь одну и ту же ЖК-панель, переменная овердрайва будет рассчитываться с помощью шейдера, работающего на графическом процессоре, где также будет реализована форма предотвращения столкновений кадров.